# Minnesota United FC (2010)
Minnesota United FC was een Amerikaanse voetbalclub uit Minneapolis-St. Paul.
De club werd in 2010 opgericht als NSC Minnesota met het oog op deelname aan de nieuwe North American Soccer League (NASL) die in 2010 van start zou gaan. Omdat de NASL een jaar uitgesteld werd, nam de club - toen nog als Minnesota Stars - in 2010 deel aan de USSF Division 2 Professional League in de USL Conference waarin het vierde van de zes deelnemers werd en zevende werd in de USSF 2 eindstand. De club verving Minnesota Thunder dat ook van NSC was en in de USL First Division speelde. In 2011 won de club de NASL. In 2012 werd gespeeld als Minnesota Stars FC en sinds 2013 onder de huidige naam.
Op 25 maart 2015 kondigde Major League Soccer aan dat het Minnesota United had geselecteerd als team voor uitbreiding van de competitie, om te beginnen met spelen in 2017. Hierop werd de club eind 2016 ontbonden en ging de nieuwe organisatie verder in de MLS.

## Erelijst
- Soccer Bowl

Winnaar: 2011 (1x)
Finalist: 2012 (1x)

## Historische namen
- 2010: NSC Minnesota
- 2012: Minnesota Stars FC
- 2013: Minnesota United FC
- 2016: opgeheven